# Pegesimallus pulchriventris
Pegesimallus pulchriventris là một loài ruồi trong họ Asilidae. Pegesimallus pulchriventris được Loew miêu tả năm 1858.